# Colius castanotus
L'uccello topo dorsorosso (Colius castanotus J.Verreaux et E.Verreaux, 1855) è un uccello appartenente alla famiglia Coliidae, endemico dell'Angola occidentale.